# ماجراهای کرم کتاب
ماجراهای کرم کتاب (به انگلیسی: Bookworm Adventures) یک بازی ویدیویی معمایی کلمه‌سازی است که دنبالهٔ بازی کرم کتاب از شرکت پاپ‌کاپ گیمز است. ماجراهای کرم کتاب که در نوامبر ۲۰۰۶ منتشر شد، جنبهٔ "ایجاد کلمات از مجموعه حروفِ" کرم کتاب را با چندین عنصر از یک بازی ویدئویی نقش آفرینی ترکیب می‌کند. در جوایز دی.آی.سی.ای. سال ۲۰۰۷، ماجراهای کرم کتاب برنده "پردانلود ترین بازی سال" شد. این بازی همچنین برنده سه جایزهٔ زیبی (به انگلیسی: Zeeby) برای بهترین بازی کلمه سال ۲۰۰۶، بهترین طراحی بازی در سال ۲۰۰۶ و بهترین داستان/روایت در سال ۲۰۰۶ شد.
دنبالهٔ این بازی در ۳۰ ژوئیهٔ ۲۰۰۹  با نام ماجراهای کرم کتاب: قسمت ۲ (به انگلیسی: Bookworm Adventures: Volume 2) منتشر شد.